# Carpias mossambica
Carpias mossambica là một loài chân đều trong họ Janiridae. Loài này được Kensley & Schotte miêu tả khoa học năm 2002.